# Cuicuilco

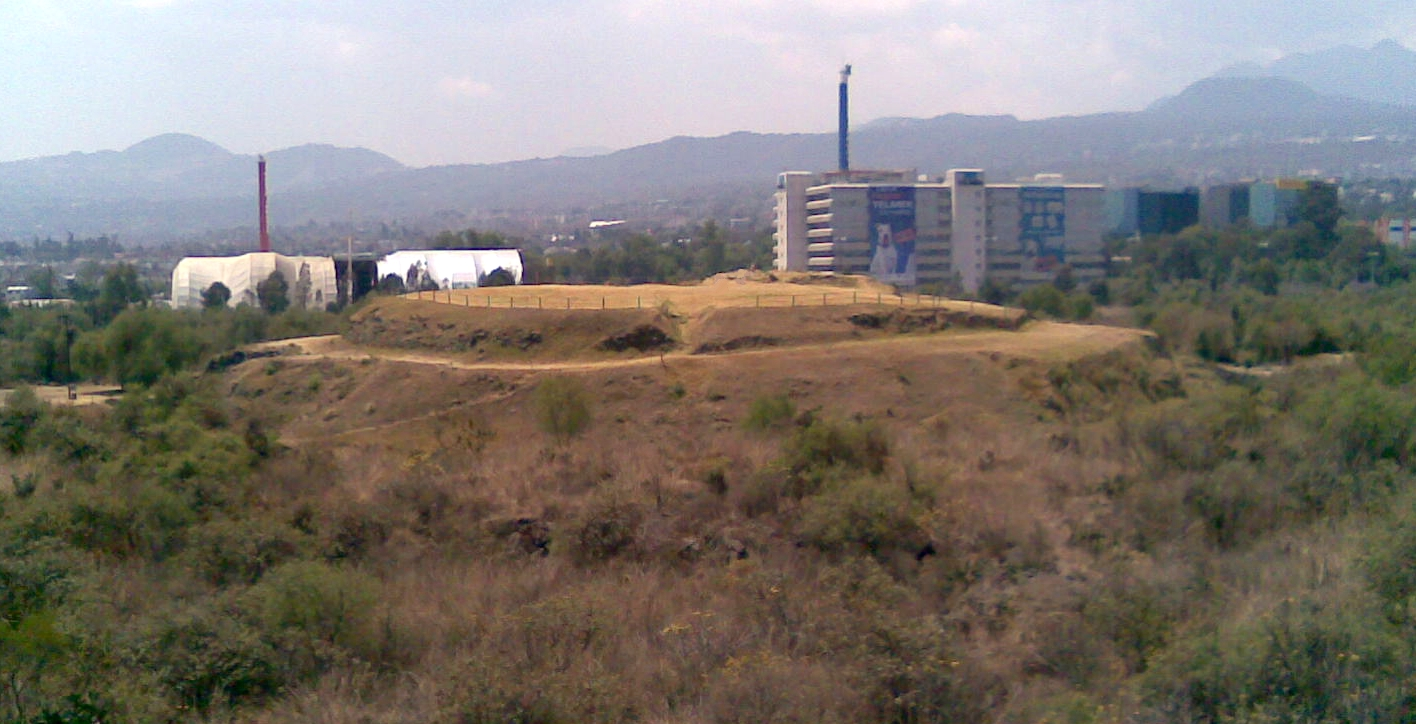
Vista da pirâmide de Cuicuilco.

Cuicuilco é um sítio arqueológico pré-colombiano no México, situado na zona sul da Cidade do México, numa zona conhecida como Pedregal de San Ángel. Foi o local de uma antiga cidade na margem sul do lago Texcoco, com os vestígios mais antigos datados de cerca 1200 a.C. tendo sido definitivamente abandonada cerca do ano 150. O seu principal centro cerimonial data de 700 a.C., altura em que se estima ter ocorrido o seu apogeu, pelo que terá sido a mais antiga das cidades do vale do México, aproximadamente contemporânea da civilização olmeca que se desenvolveu mais a sul. Cuicuilco encontra-se dividido em duas áreas: Cuicuilco A onde se situa o centro cerimonial, e Cuicuilco B, a poente da primeira, situado no complexo da Cidade Olímpica. As primeiras escavações exaustivas neste local ocorreram em 1922.

## História
Os vestígios de várias pequenas aldeias, levam a pensar que o local terá sido inicialmente ocupado por uma comunidade agrícola cerca de 1200 a.C.. O desenvolvimento de Cuicuilco terá sido lento, e influenciado pelos olmecas, com as primeiras plataformas circulares a serem construídas entre 1000 e 800 a.C..
Entre 800 e 600 a.C., a cidade torna-se um centro cerimonial importante, a julgar pela dimensão dos monumentos então construídos, incluindo uma grande pirâmide de base circular com 100 metros de raio na sua base e cerca de 20 metros de altura (a qual se encontra restaurada, podendo ser visitada).
Entre 600 e 200 a.C. forma-se uma sociedade bastante hierarquizada, com uma população estimada em cerca de 20 000 habitantes, e desenvolve-se uma cerâmica particular e distinta de todas as outras da Mesoamérica.
A partir de 100 a.C. inicia-se o incremento da actividade do vulcão Xitle, situado nas cercanias da cidade, encontrando-se Teotihuacan em plena ascensão como importante centro religioso. Paralelamente a estes acontecimentos, Cuicuilco entra em declínio. Após várias erupções do Xitle, a cidade é abandonada cerca de 150, recebendo Teotihuacan a população refugiada de Cuicuilco, como parecem demonstrar, entre outras, evidências cerâmicas encontradas em Teotihuacan.
A cidade foi totalmente destruída e coberta por lava ao longo do século IV.

## A situação actual do sítio arqueológico
A zona em que se situa Cuicuilco encontra-se coberta por um campo de lava, com cerca de 80 km² de superfície, e 10 metros de profundidade em alguns locais, designado por Pedregal de San Ángel. Se por um lado esta cobertura possibilitou a conservação da antiga cidade, por outro, a dificuldade de escavar através desta cobertura tem limitado os trabalhos arqueológicos até agora efectuados. 
Este último facto explica porque, e apesar da importância que lhe é reconhecida por historiadores e arqueólogos, este sítio foi muito menos estudado que outros como Teotihuacan e Tula. Além disto, Cuicuilco encontra-se inserido numa zona altamente povoada, como é a Cidade do México, pelo que as pressões urbanísticas sobre a zona em que se situa são muito grandes havendo partes de Cuicuilco que se encontram já em zonas em que foram construídas, mais ou menos recentemente, várias edificações. 
Assim, a situação de Cuicuilco é difícil. De um lado os interesses económicos e o planeamento urbano; do outro a conservação e a legislação sobre o património histórico da república mexicana.